# Ángel Fernando de Quirós
Ángel Fernando de Quirós, född 1799 i Arequipa, död 1862 i Lima, var en peruansk skald.
Quirós frihetsidéer gjorde honom misshaglig för regeringen och nödgade honom att föra ett ständigt vandringsliv, varunder han publicerade Delirios de un loco (1857), en samling stridssånger, vilka följdes av sonetterna Se vende el gallo?, La lucha, A Polonia, Despedida med flera, alla "kännetecknande för hans våldsamma kynne", som Adolf Hillman uttrycker saken i Nordisk familjebok. Andra versformer än sonettens begagnade Quirós i Maldiciones al Sol, Himno al amor med flera. Hillman avger det allmänna omdömet: "Q. var ingen skald af betydenhet; hans produktion är en blandning af godt och dåligt, men hans strid mot allt förtryck var lika ärlig som våldsam."